# Mark Rutte
Mark Rutte (AFI: [ˈmɑrk ˈrʏtə] · ; L'Aia, 14 febbraio 1967) è un politico olandese, Ministro-presidente dei Paesi Bassi dal 14 ottobre 2010 al 2 luglio 2024. Dal 1º ottobre 2024 ricopre la carica di Segretario generale della NATO.
È stato segretario di Stato per gli affari sociali e l'occupazione dal 22 luglio 2002 al 17 giugno 2004 e segretario di Stato per l'istruzione, la cultura e la scienza dal 17 giugno 2004 al 27 giugno 2006 nei governi I e II di Jan Peter Balkenende. Si dimise da segretario di Stato per divenire leader del gruppo parlamentare del VVD alla Tweede Kamer.
Fu il Lijsttrekker per il Partito Popolare per la Libertà e la Democrazia (VVD) alle elezioni legislative del 2006, e fu nuovamente Lijsttrekker per le elezioni legislative del 2010, quando il suo partito divenne quello maggiormente votato. È stato leader del partito VVD dal 31 maggio 2006 al 14 agosto 2023.

## Formazione e attività professionale
Rutte frequentò il ginnasio, specializzandosi in arte dal 1979 al 1985. Continuò poi a studiare storia all'Università di Leida fino al 1992, anche se la sua ambizione principale era quella di frequentare il conservatorio e divenire un pianista. Riuscì a combinare i suoi studi con la partecipazione all'Organizzazione Giovanile per la Libertà e la Democrazia, che è l'organizzazione giovanile del VVD, e di cui fu presidente tra il 1988 e il 1991. Dopo gli studi entrò nel mondo degli affari, lavorando come manager per Unilever e Calvé.
Fino al 1997 fece parte del dipartimento di risorse umane di Unilever e giocò un ruolo importante in diverse riorganizzazioni. Tra il 1993 e il 1997 fu membro della presidenza nazionale del VVD e dal 1997 al 2000 fu direttore del personale per Van den Bergh Nederland, nata da Unilever. Nel 2000 divenne membro del Gruppo Risorse Umane e dal 2002 fu direttore delle Risorse Umane per IgloMora Groep, altra società nata da Unilever. Fu anche membro del comitato dei candidati del VVD per le elezioni legislative del 2002.

## Carriera politica
Nel 2002 Rutte fu nominato Segretario di Stato per gli affari sociali e l'occupazione nel primo governo di Jan Peter Balkenende, carica che ricoprì dopo le elezioni legislative del 2003. Fu responsabile anche dei settori del welfare e della sicurezza sul lavoro; dopo le elezioni del 2003 Rutte fu per un breve periodo membro della Tweede Kamer, dal 30 gennaio al 27 maggio 2003. Il 17 giugno 2004 fu nominato Segretario di Stato per l'istruzione superiore e la scienza, sostituendo Annette Nijs.
Rutte divenne un'importante figura all'interno della leadership del VVD; fu direttore della campagna elettorale per le elezioni municipali del 2006. In politica, Mark Rutte ha mostrato particolare interesse nel rendere il sistema scolastico superiore olandese più competitivo a livello internazionale, cercando di renderlo più orientato al mercato, cioè migliorando la posizione degli studenti come consumatori nel mercato dell'istruzione.
Si descrive come un ammiratore dei leader britannici Margaret Thatcher e Winston Churchill e degli americani Ronald Reagan e Bill Clinton.

### Elezioni primarie del partito del 2006
Dopo le dimissioni di Jozias van Aartsen a seguito della sconfitta del VVD alle elezioni municipali del 2006, il partito tenne un'elezione interna per il lijsttrekker, in cui Rutte sfidò Rita Verdonk e Jelleke Veenendaal. Il 31 maggio 2006 fu annunciato che Mark Rutte sarebbe stato il successivo lijsttrekker del VVD, eletto con il 51,5% dei voti dei membri del partito. La candidatura di Rutte era sostenuta dalla leadership del partito, tra cui la presidenza e molti politici famosi come Frank de Grave, ex Ministro della difesa, Ivo Opstelten, sindaco di Rotterdam ed Ed Nijpels, Commissario della regina della Frisia. L'organizzazione giovanile del VVD, di cui era presidente, sostenne anch'essa la sua candidatura.
Durante le elezioni, egli promise di "rendere il Partito Popolare per la Libertà e la Democrazia un partito per tutti, e non solo un partito di élite". Il suo aspetto giovanile era gradito all'ex leader del Partito del Lavoro, Wouter Bos. Nell'accettare il ruolo di candidato lijsttrekker, Rutte rivelò che voleva cambiare il volto del VVD, per modernizzarlo in un partito in cui tutti, non solo i "pochi felici", si sarebbero potuti identificare. Affermò anche che con le attuali idee di sicurezza sociale del Partito del Lavoro, che definì troppo conservatrici, era improbabile che avrebbero cooperato per costituire una coalizione dopo le elezioni.
Successivamente egli ha affermato che sentiva che il partito Appello Cristiano Democratico (che sarebbe stato poi partner di coalizione), era il partito con cui il VVD avrebbe potuto trattare. Ovviamente, il peso relativo dei due partiti sarebbe stato stabilito dalle elezioni legislative del 2006. Il 28 giugno 2006 Rutte si dimise da Segretario di Stato e tornò in Parlamento, come leader dei deputati del VVD. Come Segretario di Stato, gli successe l'ex sindaco dell'Aia Bruno Bruins. Prima che Bruins potesse prestare giuramento, cadde il secondo governo di Balkenende; nel terzo governo Balkenende, Bruins assunse pienamente la carica di Segretario di Stato.

### Elezioni legislative del 2006
Alle elezioni legislative del 2006, la campagna del VVD con Rutte come leader non ebbe un buon inizio. Rutte fu criticato dall'interno del partito, e fu messo in ombra dai suoi stessi colleghi di partito, Rita Verdonk e Gerrit Zalm, e non riuscì ad avere il successo di Wouter Bos e Jan Peter Balkenende, che erano visti come favoriti per la carica di Ministro-presidente. Il 27 novembre, la Verdonk ottenne più voti di Mark Rutte (553.200 di Rutte contro i 620.555 della Verdonk). Dopo le ripetute critiche da parte di Rita Verdonk sulla politica del VVD, Rutte la espulse dal gruppo parlamentare il 14 settembre 2007.

### Ministro-presidente
Al 2021, con undici anni di premierato alle spalle, Mark Rutte è il secondo leader europeo più longevo dopo la tedesca Angela Merkel.

#### Elezioni del 2010

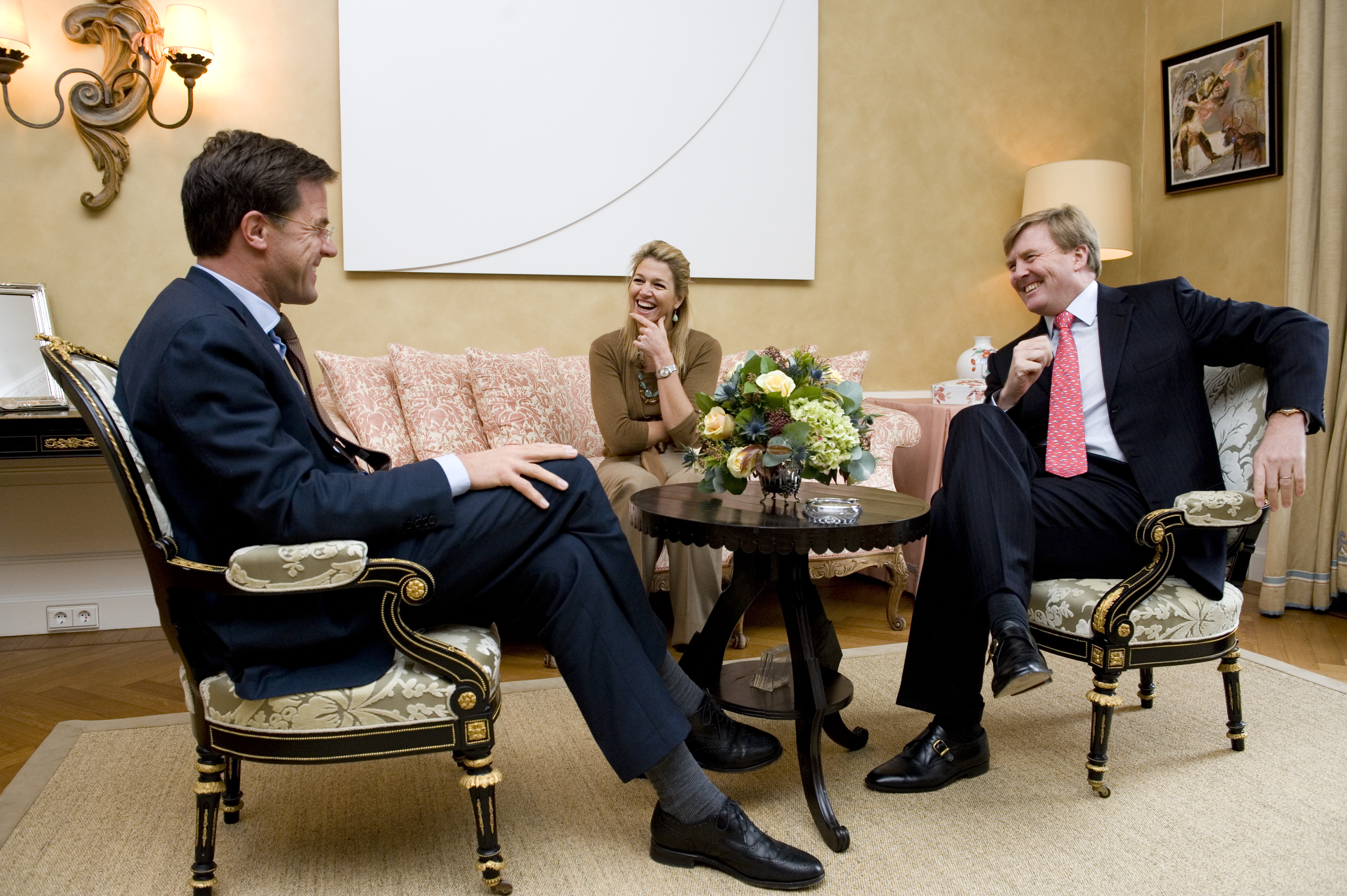
Rutte in conversazione con il principe Guglielmo Alessandro d'Orange e la principessa Máxima nella loro casa di Eikenhorst a Wassenaar il 10 novembre 2010

Alle elezioni legislative del 2010, Rutte è stato nuovamente Lijsttrekker del VVD. Il suo partito, dopo le elezioni, è divenuto quello col maggior numero di seggi in Parlamento, 31. Rutte è stato nominato Primo Ministro, diventando il 1º Primo Ministro liberale dopo Pieter Cort van der Linden che ricoprì la carica dal 1913 al 1918. Mark Rutte viene, dopo lunghissimi e faticosi colloqui che durano mesi e mesi e che vedono protagoniste varie forze politiche, nominato Primo ministro il 14 ottobre 2010, succedendo a Jan Peter Balkenende.
Il suo nuovo governo è formato da CDA e VVD, ma vi è un'alleanza parlamentare con il partito PVV di Geert Wilders, che promette di far reggere il Governo dai suoi parlamentari in cambio di due leggi fondamentali per lui e i suoi: il divieto di burqa e normative per la restrizione dell'immigrazione. Il 23 aprile 2012, in seguito al fallimento dei negoziati sulla riduzione del deficit pubblico, ha annunciato le sue dimissioni, insieme a quelle del suo governo.

#### Elezioni del 2012
Alle elezioni legislative del 2012, il Partito Popolare per la Libertà e la Democrazia di Mark Rutte ha vinto le elezioni ottenendo 41 seggi contro i 38 del Partito del Lavoro di Diederik Samsom. Questo ha permesso la nascita del governo Rutte II, formato in coalizione con il Partito del Lavoro.
Poiché il secondo gabinetto Rutte non aveva la maggioranza al Senato, si è affidato al supporto dei Democratici 66 (D66), dell'Unione Cristiana (UC) e del Partito Politico Riformato (PSC).

#### Elezioni del 2017

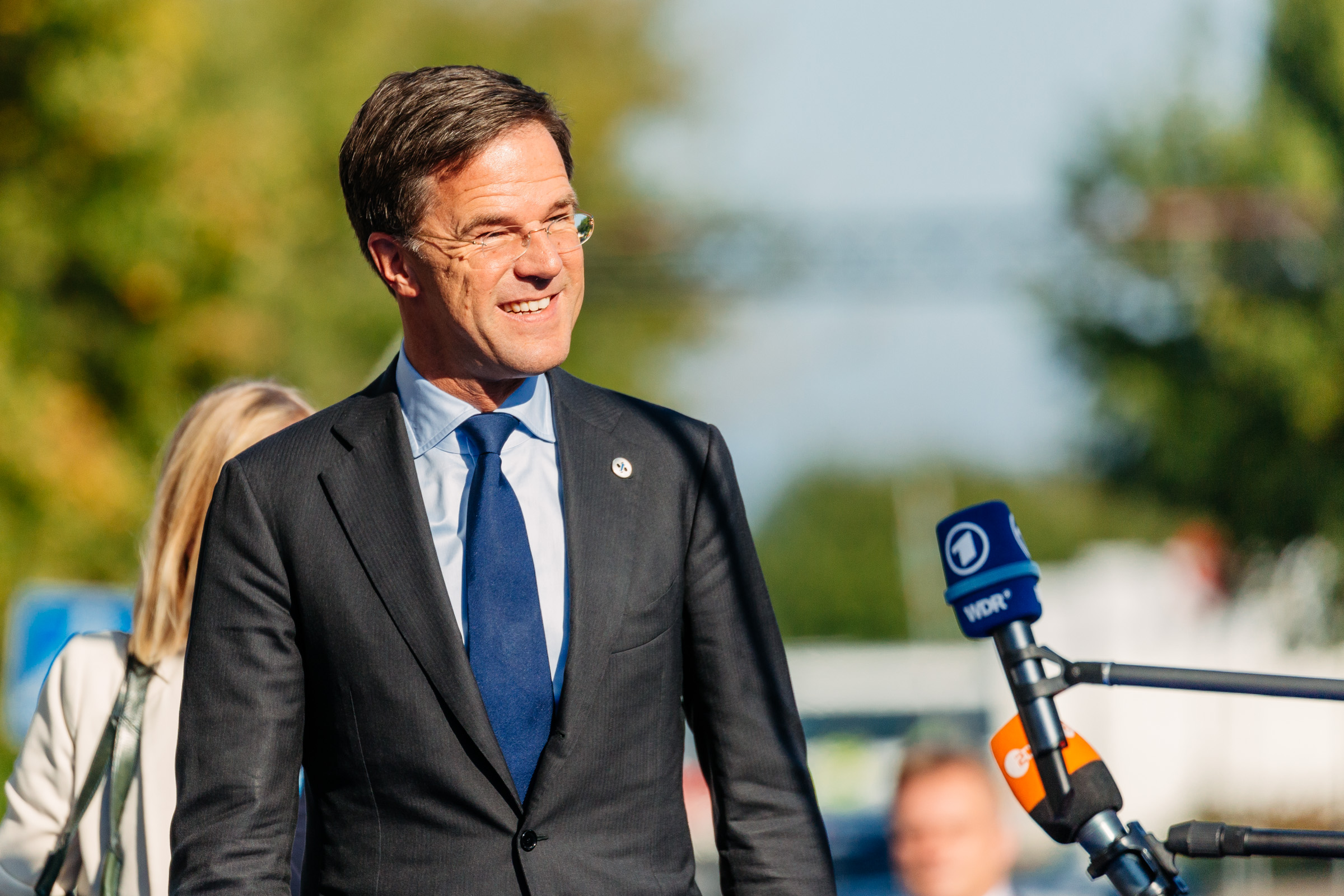
Mark Rutte al Tallin Digital Summit nel 2017

Alle elezioni legislative del 2017, Rutte è nuovamente il candidato del Partito Popolare per la Libertà e la Democrazia, vincendo anche in questa corsa, perdendo però 10 seggi rispetto ai 41 ottenuti cinque anni prima.
I suoi obiettivi principali erano di tagliare la spesa pubblica, soprattutto per la sanità, e di esentare le grandi aziende da una tassa sui dividendi, ma poi ha abbandonato tutto. Ha anche dichiarato che non sarebbe rimasto "nemmeno un centesimo per la Grecia" e si è impegnato a depenalizzare il negazionismo dell'Olocausto, ma ha anche rinunciato.
Nel contesto della pandemia di Covid-19 del 2020, si è opposto all'organizzazione da parte dell'Unione europea di aiuti finanziari per i paesi più colpiti, prima di acconsentire su pressione dei suoi alleati europei.

#### Dimissioni del 2021 e vittoria elettorale
Il suo governo è stato criticato nel 2020 in un rapporto parlamentare in uno scandalo sugli aiuti sociali. Determinati a combattere possibili frodi, i servizi statali hanno ritirato i benefici alle famiglie a cui avevano diritto, mentre profilavano etnicamente i beneficiari. Circa 26.000 famiglie hanno perso ingiustamente questi benefici tra il 2011 e il 2019, secondo il rapporto, e in alcuni casi hanno dovuto restituire gli importi ricevuti. Mentre la sinistra radicale e gli ambientalisti, allarmati dalle richieste dei genitori, hanno chiesto senza successo un'indagine già nel 2014, i partiti al potere hanno a lungo ignorato la questione. Politici di alto livello, tra cui diversi ministri in carica, sono accusati di aver scelto di chiudere un occhio su malfunzionamenti di cui erano a conoscenza.
Il 15 gennaio 2021, Rutte annuncia le dimissioni in blocco del suo governo, in relazione allo scandalo dei "bonus figli", riguardante circa 20.000 famiglie ingiustamente accusate di aver richiesto assegni familiari in modo fraudolento, tra il 2003 e il 2019. Il governo rimane in carica per sbrigare gli affari correnti, nel mezzo della pandemia da COVID-19, prima delle elezioni del 17 marzo, nelle quali il partito di Rutte ottiene la maggioranza.

#### Formazione e caduta del governo (2021-2023)
In seguito alla vittoria elettorale, il 10 gennaio 2022, dopo ben 271 giorni di negoziati, forma il suo quarto governo. La coalizione alla guida era formata dagli stessi membri del precedente governo, ossia dal Partito Popolare per la Libertà e la Democrazia (VVD), di cui era membro lo stesso primo ministro, dai liberali di Democratici 66 (D66), dai cristiano-democratici dell'Appello Cristiano Democratico (CDA) e dai calvinisti dell'Unione Cristiana (CU).
Il 7 luglio 2023, tuttavia, tale esecutivo è caduto su alcune misure riguardo la migrazione e l’asilo, la cui approvazione ha spaccato l'alleanza di governo.
In conferenza stampa Rutte ha parlato di "divergenze insormontabili" e ha quindi ufficializzato le dimissioni, consegnate poi al re in forma scritta. Questi, ha dunque indetto nuove elezioni per novembre, chiedendo all'esecutivo di proseguire i lavori per il disbrigo degli affari correnti.
Il 10 luglio, il Premier uscente annuncia che alle prossime elezioni non si sarebbe ricandidato, segnando quindi il suo ritiro dalla politica nazionale.

### Segretario generale della NATO
Nel novembre 2023, si candida al ruolo di segretario generale della NATO, col sostegno di Stati Uniti, Regno Unito, Germania e Francia. Dopo aver affrontato l'opposizione dei paesi dell'Europa orientale, in particolare Turchia, Ungheria, Slovenia e Romania, il 20 giugno 2024 viene ufficialmente eletto come prossimo segretario, succedendo al norvegese Jens Stoltenberg.

## Attività al di fuori della politica
Dal settembre 2008, Mark Rutte è stato anche insegnante al Johan de Witt - Zusterstraat e Hooftskade a L'Aia (già al Johan de Witt Scholengroep - Varias College). Ha frequentato il corso di studi sociali una volta alla settimana.
Ha espresso il suo apprezzamento per Kars Veling, ex caposquadra dell'Unione Cristiana ed ex direttore del Johan de Witt Scholengroep, a causa del suo impegno per la "formazione di élite" tra studenti talentuosi.

## Vita privata
Mark Rutte è celibe. È membro della Chiesa protestante nei Paesi Bassi, con la quale la Chiesa Riformata dei Paesi Bassi si è fusa nel 2004. Rutte si diverte a suonare il pianoforte nel suo tempo libero. È un fan dei club di calcio Feyenoord e ADO Den Haag, e un fan del marchio svedese di auto Saab.